# Лајман (Јута)
Лајман (енгл. Lyman) град је у америчкој савезној држави Јута.

## Демографија
По попису из 2010. године број становника је 258, што је 24 (10,3%) становника више него 2000. године.
| Група             | 2000.       | 2010.       |
| Белци             | 228 (97,4%) | 229 (88,8%) |
| Афроамериканци    | 1 (0,4%)    | 0 (0,0%)    |
| Азијати           | 0 (0,0%)    | 1 (0,4%)    |
| Хиспаноамериканци | 3 (1,3%)    | 20 (7,8%)   |
| Укупно            | 234         | 258         |